# 乔治·圣皮埃尔
乔治·圣皮埃尔（法語：Georges St-Pierre，1981年5月19日—），簡稱GSP，是一位加拿大综合格斗运动员。
圣皮埃尔是三届终极格斗冠军赛（UFC）冠军，于2006年、2008年两度夺得次中量级冠军头衔，在2017年夺得了中量级冠军头衔，并曾于2007年夺得次中量级临时冠军头衔。他被认为是有史以来最伟大的综合格斗选手之一，Sherdog等曾长年将其列为次中量级世界第一。
2011年12月，圣皮埃尔因在训练中右腿前十字韧带撕裂而接受手术，在接受近一年时间的恢复性训练后，2012年11月17日，圣皮埃尔战胜卡洛斯·康迪特成功卫冕次中量级冠军头衔。
2013年12月13日，圣皮埃尔宣布放弃其冠军头衔并退出UFC，开始无限期休养。此时，他以12胜保持着UFC冠军头衔战胜利记录。同时他拥有冠军头衔的时间共长达2204天，位居史上第二。
2017年，圣皮埃尔回归UFC，他在UFC217的比赛中裸绞降伏了迈克尔·比斯平，获得ufc中量级冠军头衔。